# Parmops coruscans
Parmops coruscans is een straalvinnige vissensoort uit de familie van lantaarnvissen (Anomalopidae). De wetenschappelijke naam van de soort is voor het eerst geldig gepubliceerd in 1991 door Rosenblatt & Johnson.